# .tel
.tel — це загальний домен верхнього рівня, реєстрація в якому розпочалась 3 грудня 2008 року.
Зона .TEL є глобальним телекомунікаційним довідником, у якому зберігаються дані про контактні дані власника домену, таких як номери телефонів, адреси, імена вебсайтів, будь-які інші дані.
Власникові домену в зоні .TEL не потрібно дбати про DNS сервери і хостинг, розробку і оптимізацію вебсайту, все це вже закладено в технології, розробленою британською компанією Telnic. Отримавши домен в зоні .TEL користувач відразу отримує повноцінний сайт і доступ до заповнення і редагування своєї інформації в структурованій формі. Після заповнення, вся інформація вмить стає доступною в мережі з будь-яких комп'ютерів і мобільних пристроїв.
Реєстрація доменів в зоні .TEL проходить в три етапи:
- Пріоритетна реєстрація (Sunrise) для власників торгових марок з 3 грудня до 3 лютого 2009 року.
- Наступний (Landrush) період відкриється для всіх охочих з 3 лютого по 23 березня і проводитиметься за принципом «перший прийшов — перший зареєстрував».
- І, нарешті, відкрита реєстрація без обмежень почнеться 24 березня 2009 року.

Нова доменна зона буде в першу чергу орієнтована на користувачів мобільних платформ — Symbian, Blackberry, Linux, Windows Mobile і інших.